# Галина Чистјакова
Галина Валентиновна Чистјакова (рус. Галина Валентиновна Чистякова, слч. Galina Čisťaková; рођена 26. јула 1962.) је бивша атлетичарка која је представљала Совјетски Савез, а касније и Словачку. Она је актуелна светска рекордерка у скоку у даљ, резултатом од 7,52 метра којег је скочила 11. јуна 1988. године. Освајачица је бронзане олимпијске медаље 1988. и светска је шампионка у дворани 1989. године. Она је такође бивша светска рекордерка у троскоку са даљином од 14,52 метра из 1989. године.

## Биографија
Рођена у Измаилу, Украјинска ССР, Чистјакова је тренирала у Буревестнику у Москви. Такмичећи се у скоку у даљ, Галина Чистјакова је освојила злато на Европском првенству у дворани 1985. и сребрну медаљу на Европском првенству на отвореном, годину дана касније. Године 1988. успела је да освоји олимпијску бронзану медаљу у Сеулу, као и да скочи 7,52 метра, што је тренутни светски рекорд за жене. Уследило је још златних медаља на дворанским првенствима, а 1990. је чак освојила и прву златну медаљу икада у женском троскоку када је ова дисциплина први пут уврштена на програм Европског првенства у дворани. Касније те године је подвргнута операцији колена и никада се није вратила у стару форму.
Након распада Совјетског Савеза постала је руска држављанка. На крају каријере добила је словачко држављанство и представљала је Словачку на међународним такмичењима.
Галина је у браку са некадашњим совјетским троскокашем Александром Бескровним. Имају ћерку Ирину, рођену 1982. године, и сви живе у Словачкој.

## Међународна такмичења
| Година                                     | Такмичење                      | Место                                    | Позиција                       | Дисциплина                     | Резултат                       | Белешка                        |
| Представљајући Совјетски Савез             | Представљајући Совјетски Савез | Представљајући Совјетски Савез           | Представљајући Совјетски Савез | Представљајући Совјетски Савез | Представљајући Совјетски Савез | Представљајући Совјетски Савез |
| ------------------------------------------ | ------------------------------ | ---------------------------------------- | ------------------------------ | ------------------------------ | ------------------------------ | ------------------------------ |
| 1984.                                      | Игре добре воље                | Москва, СССР                             | 3.                             | Скок удаљ                      | 7,11 м                         |                                |
| 1985.                                      | Европско првенство у дворани   | Атина, Грчка                             | 1.                             | Скок удаљ                      | 7,02 м                         |                                |
| 1985.                                      | Континентални куп у атлетици   | Канбера, Аустралија                      | 2.                             | Скок удаљ                      | 7,00 м                         |                                |
| 1986.                                      | Игре добре воље                | Москва, СССР                             | 1.                             | Скок удаљ                      | 7,27 м                         |                                |
| 1986.                                      | Европско првенство             | Штутгарт, Западна Немачка                | 2.                             | Скок удаљ                      | 7,09 м                         |                                |
| 1987.                                      | Европско првенство у дворани   | Лијевен, Француска                       | 2.                             | Скок удаљ                      | 6,89 м                         |                                |
| 1987.                                      | Светско првенство у дворани    | Индијанаполис, Сједињене Америчке Државе | 4.                             | Скок удаљ                      | 6,66 м                         |                                |
| 1987.                                      | Светско првенство              | Рим, Италија                             | 5.                             | Скок удаљ                      | 6,99 м                         |                                |
| 1988.                                      | Европско првенство у дворани   | Будимпешта, Мађарска                     | 2.                             | Скок удаљ                      | 7,24 м                         |                                |
| 1988.                                      | Олимпијске игре                | Сеул, Јужна Кореја                       | 3.                             | Скок удаљ                      | 7,11 м                         |                                |
| 1989.                                      | Европско првенство у дворани   | Хаг, Холандија                           | 1.                             | Скок удаљ                      | 6,98 м                         |                                |
| 1989.                                      | Светско првенство у дворани    | Будимпешта, Мађарска                     | 1.                             | Скок удаљ                      | 6,98 м                         |                                |
| 1989.                                      | Континентални куп у атлетици   | Барселона, Шпанија                       | 1.                             | Скок удаљ                      | 7,10 м                         |                                |
| 1990.                                      | Европско првенство у дворани   | Глазгов, Шкотска                         | 1.                             | Скок удаљ                      | 6,85 м                         |                                |
| 1990.                                      | Европско првенство у дворани   | Глазгов, Шкотска                         | 1.                             | Троскок                        | 14,14 м                        |                                |
| Представљајући Заједницу независних држава |                                |                                          |                                |                                |                                |                                |
| 1992.                                      | Континентални куп у атлетици   | Хавана, Куба                             | 2.                             | Троскок                        | 13,67 м                        |                                |
| Представљајући Словачку                    |                                |                                          |                                |                                |                                |                                |
| 1996.                                      | Олимпијске игре                | Атланта, Сједињене Америчке Државе       | 23.                            | Скок удаљ                      | 6,33 м                         |                                |

## Лични рекорди
| Дисциплина | Дисциплина   | Резултат             | Место     | Датум             |
| ---------- | ------------ | -------------------- | --------- | ----------------- |
| Скок у даљ | На отвореном | 7,52 м (+1,4 м/с) СР | Лењинград | 11. јуна 1988.    |
| Скок у даљ | У дворани    | 7,30 м               | Липецк    | 28. јануара 1989. |
| Троскок    | На отвореном | 14,76 м (+0,9 м/с)   | Луцерн    | 27. јуна 1995.    |
| Троскок    | У дворани    | 14,45 м              | Липецк    | 29. јануара 1989. |